# Runeberg-Preis

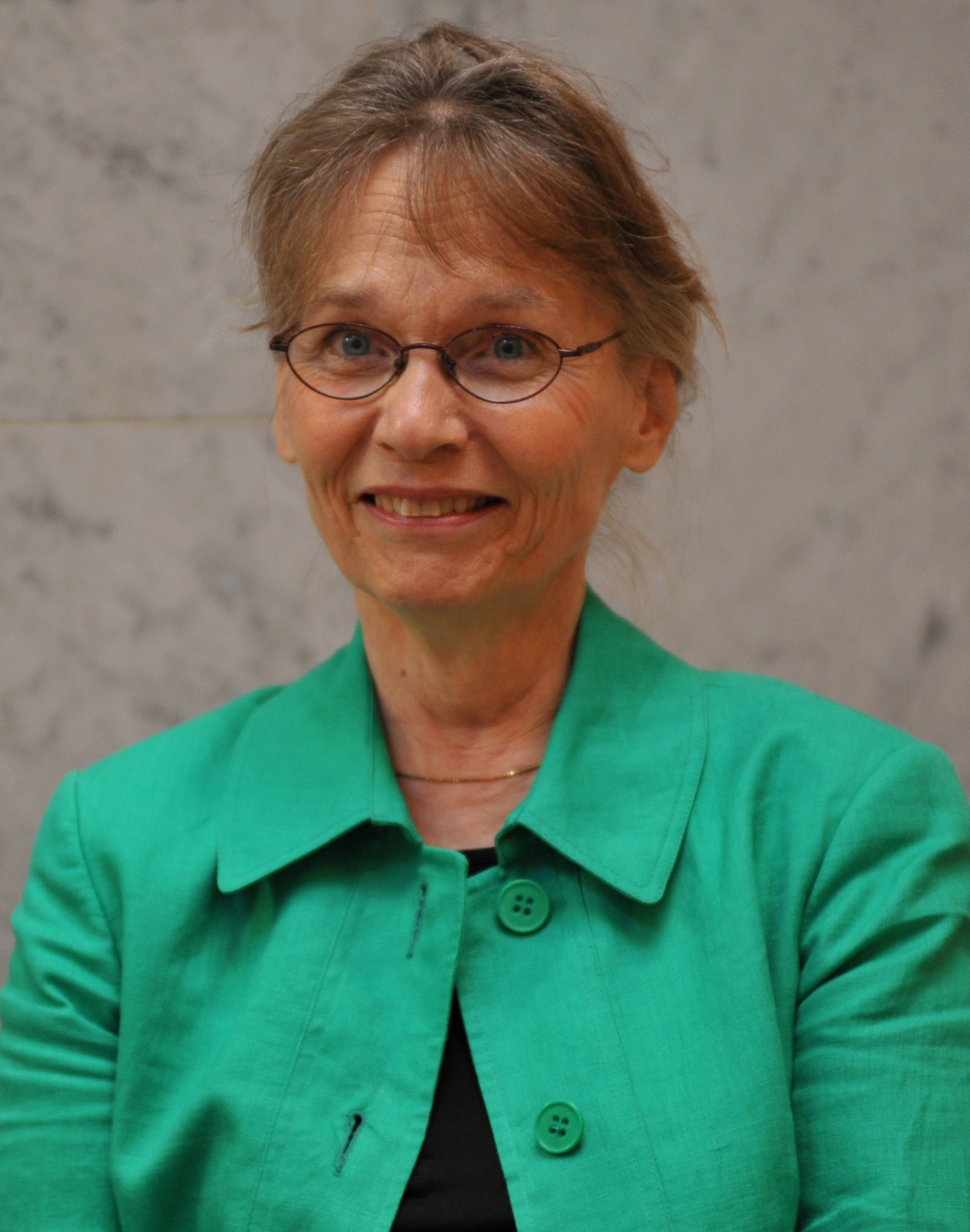
Ulla-Lena Lundberg
(Preisträgerin 1998)

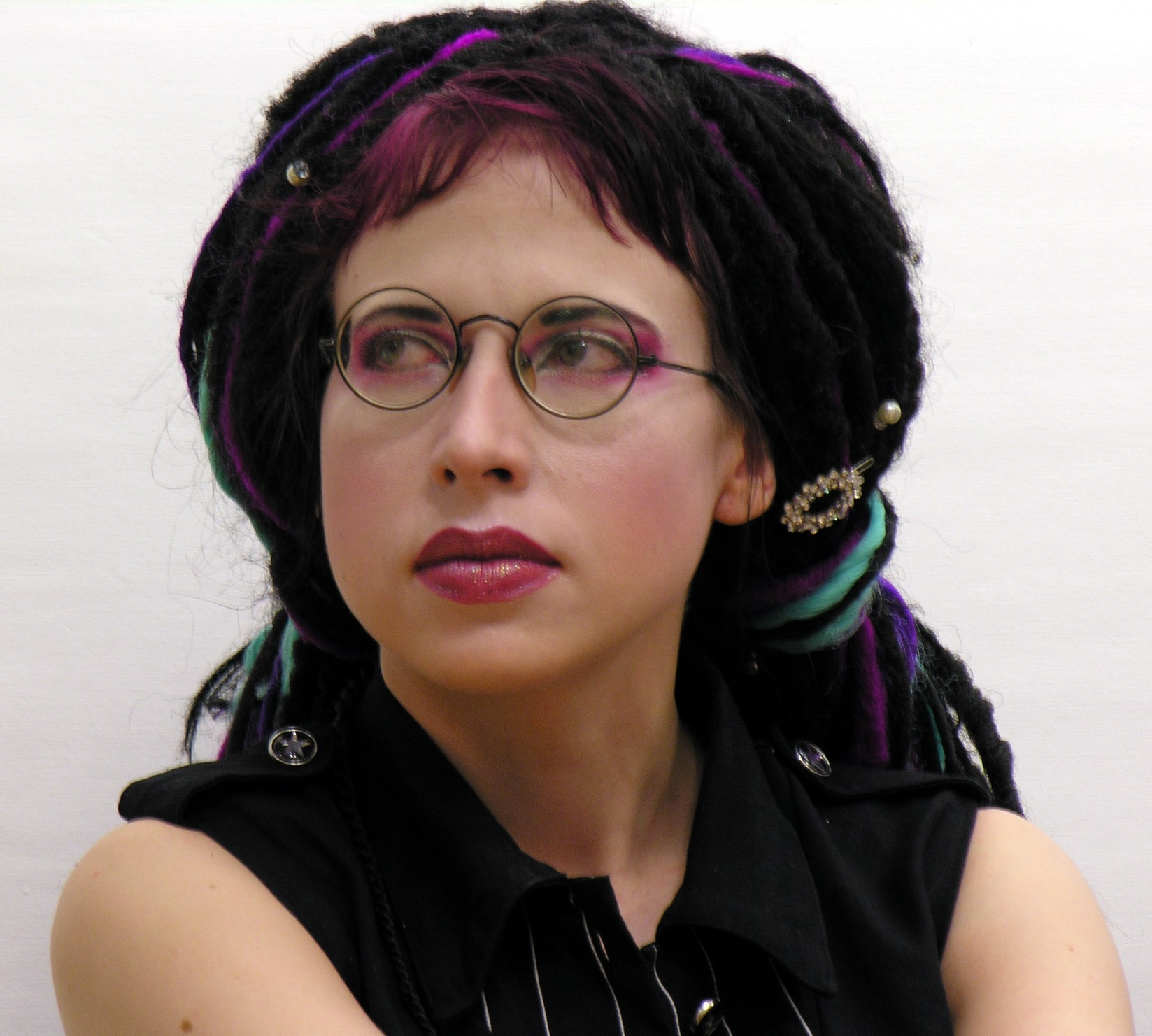
Sofi Oksanen
(Preisträgerin 2009)

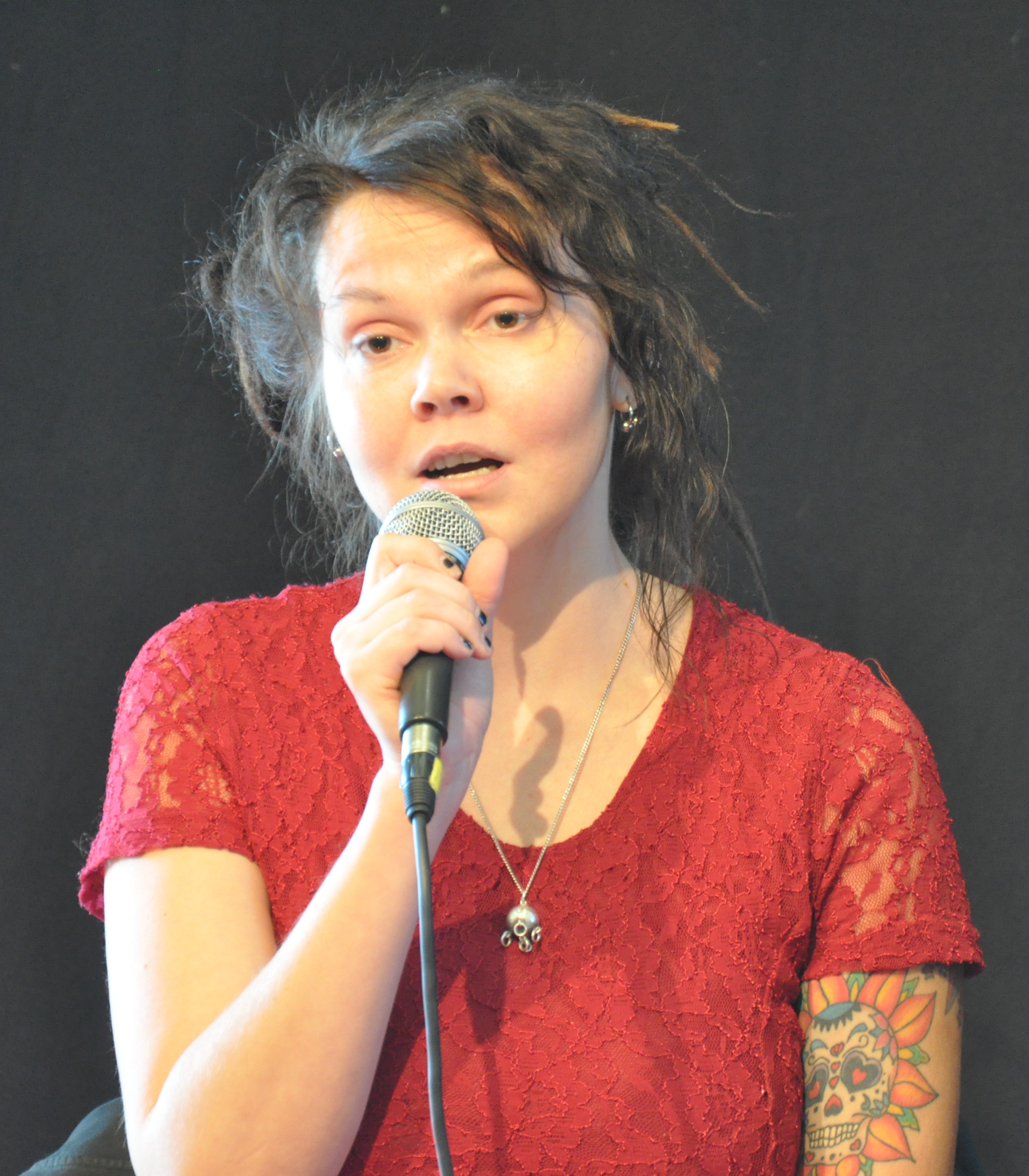
Katja Kettu
(Preisträgerin 2012)

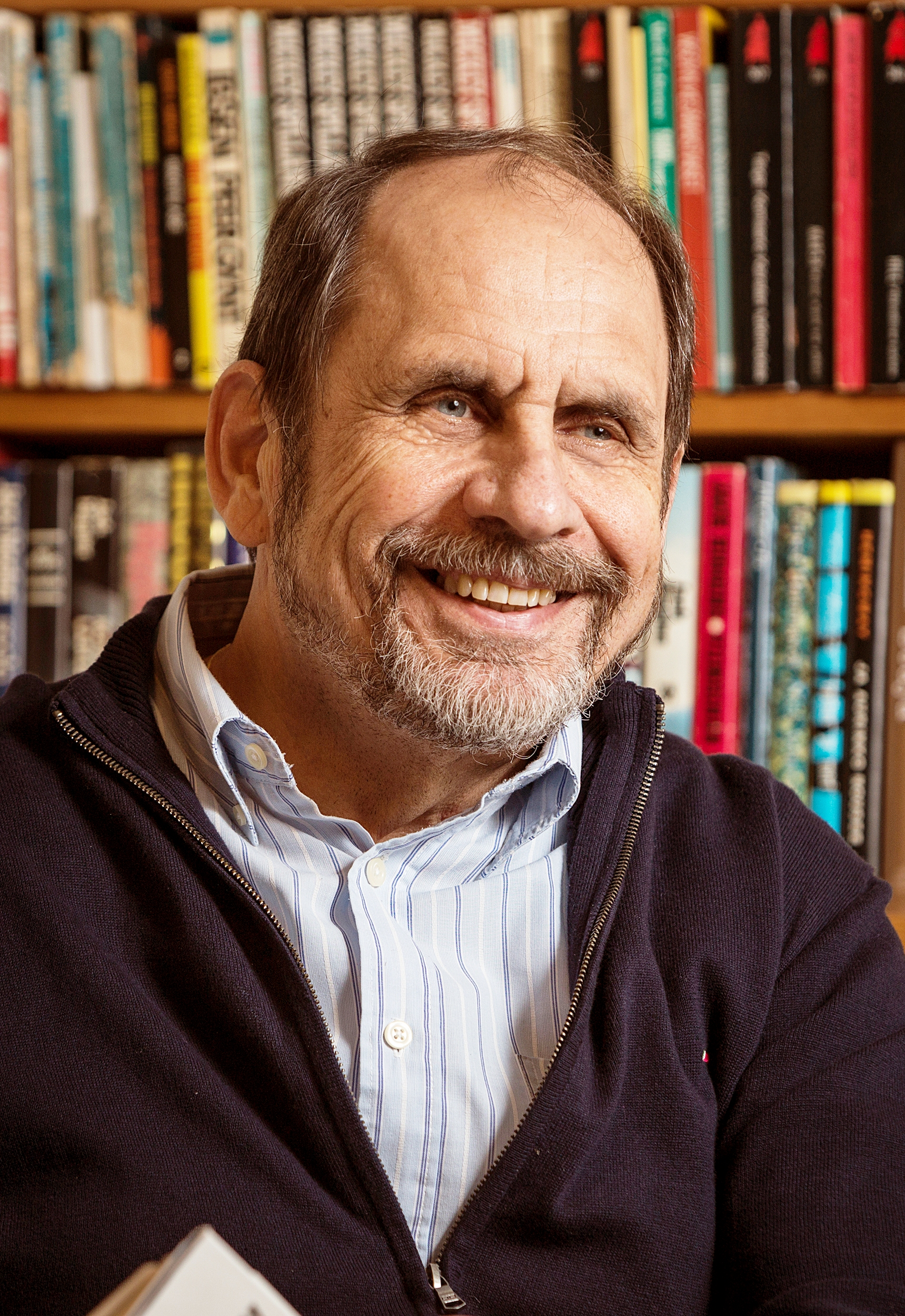
Joni Skiftesvik
(Preisträger 2015)

Der Runeberg-Preis (finnisch Runeberg-palkinto, schwedisch Runebergspriset) ist ein finnischer Literaturpreis.
Der Preis wird seit 1987 jährlich am 5. Februar, dem Geburtstag des finnischen Nationaldichters Johan Ludvig Runeberg (1804–1877), vergeben. Prämiert wird ein literarisches Werk der finnischen oder finnlandschwedischen Literatur. Der Runeberg-Preis ist gegenwärtig mit 10.000 Euro dotiert.
Der Literaturpreis wird von der Stadt Porvoo (schwedisch Borgå), dem langjährigen Lebensmittelpunkt Runebergs, gemeinsam mit der Zeitung Uusimaa, dem finnischen Schriftstellerverband (finnisch Suomen Kirjailijaliitto), dem finnischen Kritikerverband (finnisch Suomen arvostelijain liitto) und dem Finnlandschwedischen Schriftstellerverband verliehen.

## Preisträger
| Jahr | Preisträger                | Werk                                                                | Sprache    | Deutscher Titel Verlag, Ort Jahr                                           |
| ---- | -------------------------- | ------------------------------------------------------------------- | ---------- | -------------------------------------------------------------------------- |
| 1987 | Kari Aronpuro              | Kirjaimet tulevat                                                   | Finnisch   |                                                                            |
| 1988 | Sinikka Tirkkonen          | Luvaton elämä                                                       | Finnisch   |                                                                            |
| 1989 | Timo Pusa                  | Tatuoitu sydän                                                      | Finnisch   |                                                                            |
| 1990 | Eeva Kilpi                 | Talvisodan aika („Zeit des Winterkriegs“)                           | Finnisch   |                                                                            |
| 1991 | Aulikki Oksanen            | Henkivartija                                                        | Finnisch   |                                                                            |
| 1992 | Lars Sund                  | Colorado Avenue                                                     | Schwedisch | Der Kanisterkönig DVA, Stuttgart 1999                                      |
| 1993 | Raija Siekkinen            | Metallin maku                                                       | Finnisch   |                                                                            |
| 1994 | Paavo Rintala              | Aika ja uni                                                         | Finnisch   |                                                                            |
| 1995 | Monika Fagerholm           | Underbara kvinnor vid vatten                                        | Schwedisch | Wunderbare Frauen am Wasser: ein Roman über Geschwister Zsolnay, Wien 1997 |
| 1996 | Agneta Ara                 | Huset med de glömda dörrarna („Das Haus mit den vergessenen Türen“) | Schwedisch |                                                                            |
| 1997 | Hannu Aho                  | Kello 4.17 („4.17 Uhr“)                                             | Finnisch   |                                                                            |
| 1998 | Ulla-Lena Lundberg         | Regn („Regen“)                                                      | Schwedisch |                                                                            |
| 1999 | Mari Mörö                  | Kiltin yön lahjat                                                   | Finnisch   |                                                                            |
| 2000 | Tuula-Liina Varis          | Maan päällä paikka yksi on                                          | Finnisch   |                                                                            |
| 2001 | Juha Seppälä               | Suuret kertomukset                                                  | Finnisch   |                                                                            |
| 2002 | Risto Ahti                 | Vain tahallaan voi rakastaa                                         | Finnisch   |                                                                            |
| 2003 | Ranya ElRamly              | Auringon asema                                                      | Finnisch   | Der Stand der Sonne DTV, München 2004                                      |
| 2004 | Rakel Liehu                | Helene                                                              | Finnisch   |                                                                            |
| 2005 | Zinaida Lindén             | I väntan på en jordbävning („Im Erwarten eines Erdbebens“)          | Schwedisch |                                                                            |
| 2006 | Riitta Jalonen             | Kuvittele itsellesi mies                                            | Finnisch   |                                                                            |
| 2007 | Sanna Ravi                 | Ansari                                                              | Finnisch   |                                                                            |
| 2008 | Hannele Mikaela Taivassalo | Fem knivar hade Andrej Krapl („Fünf Messer hatte Andrei Krapl“)     | Schwedisch |                                                                            |
| 2009 | Sofi Oksanen               | Puhdistus                                                           | Finnisch   | Fegefeuer Kiepenheuer & Witsch, Köln 2010                                  |
| 2010 | Kari Hotakainen            | Ihmisen osa                                                         | Finnisch   |                                                                            |
| 2011 | Tiina Raevaara             | En tunne sinua vierelläni                                           | Finnisch   |                                                                            |
| 2012 | Katja Kettu                | Kätilö                                                              | Finnisch   | Wildauge Galiani, Berlin 2014                                              |
| 2013 | Olli-Pekka Tennilä         | Yksinkeltainen on kaksinkeltaista                                   | Finnisch   |                                                                            |
| 2014 | Hannu Raittila             | Terminaali                                                          | Finnisch   | Kontinentaldrift Luchterhand, München 2014                                 |
| 2015 | Joni Skiftesvik            | Valkoinen Toyota vei vaimoni                                        | Finnisch   |                                                                            |
| 2016 | Tapio Koivukari            | Unissasaarnaaja                                                     | Finnisch   |                                                                            |
| 2017 | Peter Sandström            | Laudatur                                                            | Schwedisch |                                                                            |
| 2018 | Marjo Niemi                | Kaikkien menetysten äiti                                            | Finnisch   |                                                                            |
| 2019 | Heikki Kännö               | Sömnö                                                               | Finnisch   |                                                                            |
| 2022 | Quynh Tran                 | Skugga och svalka („Schatten und Kühle“)                            | Schwedisch |                                                                            |
| 2023 | Marja Kyllönen             | Vainajaiset                                                         | Finnisch   |                                                                            |
| 2024 | Peter Mickwitz             | Misslyckad i en uggla                                               | Schwedisch |                                                                            |

## Runeberg Junior-Preis
Der Runeberg Junior-Preis (finnisch Runeberg Junior-palkinto, schwedisch Runeberg Junior-priset) wird seit 2017 für ein finnisch- oder schwedischsprachiges Kinderbuch für die Altersklasse 6–9 Jahre vergeben. Ziel des Preises ist es, die kindliche Leselust zu wecken.
| Jahr | Preisträger                             | Werk                     | Sprache    | Deutscher Titel Verlag, Ort Jahr |
| ---- | --------------------------------------- | ------------------------ | ---------- | -------------------------------- |
| 2017 | Malin Klingenberg Joanna Vikström Eklöv | Den fantastiske Alfredo  | Schwedisch |                                  |
| 2017 | Timo Parvela Pasi Pitkänen              | Paten kalastuskirja      | Finnisch   |                                  |
| 2018 | Karin Erlandsson                        | Pärlfiskaren             | Schwedisch |                                  |
| 2019 | Eva Frantz                              | Hallonbacken             | Schwedisch |                                  |
| 2020 | Tapani Bagge Carlos da Cruz             | Katoava muumio           | Finnisch   |                                  |
| 2021 | Karin Erlandsson Peter Bergting         | Nattexpressen            | Schwedisch |                                  |
| 2022 | Edu Kettunen                            | Elppu matkalla kotiin    | Finnisch   |                                  |
| 2023 | Roope Lipasti                           | Palavan kaupungin lapset | Finnisch   |                                  |
| 2024 | Petra Lillsund Botéus Herta Donner      | Mitt idiotiska liv       | Schwedisch |                                  |